# Нога в дверях
Техніка «Нога в дверях»  — це психологічна техніка, що показує закономірність між виконанням особою спочатку досить незначного прохання, а вже потім "вимушеним" виконанням інших досить обтяжливих прохань

. Використання цього феномена у практичних цілях досить часто називають психологічним методом «нога в дверях», інша назва — метод поступового посилення прохань
.
Техніка «нога в дверях» виявляє тенденцію, згідно із якою люди спочатку надає комусь певну маленьку послугу чи посильну допомогу. Однак один єдиний крок часто призводить до наступного, і людина опиняється втягнута в справу, часом, абсолютно не потрібну їй. Інколи така «міні-послуга» вимагає у людини набагато більше часу, сил, енергії і навіть може суперечити певним її переконанням (сумлінню, моралі, думкам, здоровому глузду, релігійним почуттям, збереженню гаманця). Людина імовірно би ніколи на це не зважилася, якщо б не виконала першого, на перший погляд, абсолютно несуттєвого прохання. Особливо успішно цей феномен використовується у торгівлі, в сфері обслуговування і в управлінні.
Психологічна техніка «нога в дверях» потребує дотримання наступних правил:
• необхідно починати із звернень, прохань, що на перший погляд зовсім ні до чого і не зобов'язують особу, та не є обтяжливими для утягненої у взаємодію людини;
• створення сприятливого емоційного фону взаємодії між людьми. Взаємодія (навіть одинична) повинна викликати у людини емоції, формувати схильність до повторення соціального контакту. Утягнена людина повинна відчути участь зі сторони іншої людини, чи задоволення від свого певного незначного вчинку, чи відчути урочистість моменту;
• важливо, щоб в утягненої у взаємодію людини не зявилося відчуття, що на неї тиснуть, її примушують щось зробити. В цьому випадку ефект від техніки, тому що людина зовсім не схильна розглядати дії, що вчиненяються під тиском, як прояв своїх переконань. А навпаки, якщо людина скоїть певний вчинок, будучі впевненою у тому, що вона діяла цілком самостійно, то ймовірність принципу послідовності буде дуже великою. Надалі людина буде хотіти підтвердити своїми  діями, що скоєний нею раніше вчинок відповідає її уявленням, переконанням та орієнтаціям.